# Rockwood (Tennessee)
Rockwood és una població dels Estats Units a l'estat de Tennessee. Segons el cens del 2000 tenia 5.774 habitants.

## Demografia
Segons el cens del 2000, Rockwood tenia 5.774 habitants, 2.478 habitatges, i 1.558 famílies. La densitat de població era de 282,6 habitants/km².
Per edats la població es repartia de la següent manera: un 21,5% tenia menys de 18 anys, un 7,8% entre 18 i 24, un 25% entre 25 i 44, un 25% de 45 a 60 i un 20,7% 65 anys o més.
L'edat mediana era de 42 anys. Per cada 100 dones de 18 o més anys hi havia 78,1 homes.
Entorn del 17,4% de les famílies i el 21,9% de la població estaven per davall del llindar de pobresa.

## Poblacions més properes
El següent diagrama mostra les poblacions més properes.